# Großer Preis von Brasilien 2010
Der Große Preis von Brasilien 2010 (offiziell Formula 1 Grande Prêmio Petrobras do Brasil 2010) fand am 7. November auf dem Autódromo José Carlos Pace in São Paulo statt und war das 18. Rennen der Formel-1-Weltmeisterschaft 2010.

## Berichte

### Hintergrund
Nach dem Großen Preis von Korea führte Fernando Alonso in der Fahrerwertung mit elf Punkten vor Mark Webber und 21 Punkten vor Lewis Hamilton. In der Konstrukteurswertung führte Red Bull-Renault mit 27 Punkten vor McLaren-Mercedes und mit 52 Punkten vor Ferrari.
Vor dem Rennwochenende gab es einen Fahrerwechsel: HRT-Cosworth ersetzte, wie bereits zwei Rennen zuvor beim Großen Preis von Singapur, Sakon Yamamoto durch Christian Klien.
Mit Michael Schumacher (viermal), Felipe Massa (zweimal) und Webber (einmal) traten drei ehemalige Sieger zu diesem Grand Prix an.

### Training
Im ersten Training am Freitag erzielte Sebastian Vettel die schnellste Runde vor seinem Teamkollegen Webber und Hamilton. Bei Virgin-Cosworth übernahm Jérôme D’Ambrosio für dieses Training das Cockpit von Lucas di Grassi.
Im zweiten freien Training behielt Vettel die Führung vor Webber. Alonso wurde Dritter.
Das dritte freie Training fand unter nassen Streckenbedingungen statt. Zunächst verwendeten die Piloten Regenreifen, zum Ende des Trainings fuhren die Piloten auf Intermediates. Robert Kubica kam am besten mit den Streckenbedingungen zurecht und erzielte die schnellste Runde. Vettel wurde vor Hamilton Zweiter.

### Qualifying
Das Qualifying fand unter nassen Bedingungen statt. Im ersten Segment (Q1) verwendeten die Piloten Intermediatereifen. Alonso erzielte unter diesen Voraussetzungen die schnellste Runde. Die HRT-, Virgin- und Lotus-Piloten sowie Adrian Sutil schieden aus.
Im zweiten Abschnitt der Qualifikation (Q2), in dem der Regen aufgehört hatte, übernahm Webber die Führungsposition. Die Sauber- und Toro-Rosso-Piloten sowie Vitantonio Liuzzi, Nico Rosberg und Jenson Button schieden aus.
Nach einem Versuch auf Intermediatereifen wechselten die Piloten im dritten Abschnitt (Q3) auf Trockenreifen. Nico Hülkenberg kam am besten mit den Bedingungen zurecht und erzielte die Pole-Position mit über einer Sekunde Vorsprung auf den zweitplatzierten Vettel. Webber wurde Dritter. Es war die erste Pole-Position in Hülkenbergs Formel-1-Karriere.

### Rennen
Hülkenberg verlor schon beim Start die Führung und wurde von Vettel überholt. Wenig später gelang es auch Vettels Teamkollegen Webber an Hülkenberg vorbeizufahren. In der zweiten Runde versuchte Alonso zunächst vor dem Senna-S an Hamilton vorbeizufahren, dieser behielt aber zunächst noch die Führung. Wenig später kam er nicht optimal durch eine Kurve und Alonso fuhr an ihm vorbei.
Nachdem Klien mit drei Runden Verspätung ins Rennen gegangen war, machte Alonso Druck auf den drittplatzierten Hülkenberg. In der siebten Runde gelang es dem Ferrari-Piloten schließlich den dritten Platz von Hülkenberg zu übernehmen. In der Zwischenzeit hatte er in etwa zehn Sekunden auf die führenden Red-Bull-Piloten verloren. In den folgenden Runden setzte Hamilton Hülkenberg unter Druck. Im Gegensatz zu Alonso gelang es ihm jedoch nicht ihn zu überholen.
Die Phase der ersten Boxenstopps wurde von Button begonnen. Nachdem auch Buttons direkte Konkurrenten ihre Boxenstopps absolviert hatte, stellte sich heraus, dass das frühe Hereinkommen ein Vorteil war und Button mehrere Positionen gewonnen hatte. Für Massa verlief der Boxenstopp bei seinem Heimrennen nicht optimal. Zunächst verlor er eine Position gegen Button und musste eine Runde später zu einem zweiten Wechsel an die Box, da es Probleme mit seinem rechten Vorderrad gab. Hamilton stoppte erst einige Runden nach Hülkenberg und kam mit dieser Strategie an ihm vorbei. Er kam direkt vor seinem Teamkollegen auf die Strecke zurück, distanzierte sich aber von Button. Kurz darauf gingen auch die führenden Piloten zum Wechsel an die Box. Vettel verlor dabei für zwei Runden seine Führung an Webber.
Währenddessen gelang es beiden McLaren-Piloten an Kamui Kobayashi, dessen Strategie einen späteren Stopp beinhaltete, vorbeizufahren. Die beiden lagen hinter Vettel, Webber und Alonso auf den Plätzen vier und fünf. Neben Massa hatte auch Rubens Barrichello Probleme bei seinem Heim-Grand-Prix und musste nach einer Berührung mit Jaime Alguersuari, dessen Frontflügel Barrichellos Reifen beschädigte, erneut an die Box. Auch di Grassi hatte Probleme bei diesem Rennen und musste mehrere Runden in der Box stehen. Er kam schließlich außerhalb des Klassements ins Ziel.
Nach einem Unfall von Liuzzi im Senna-S musste das Safety Car auf die Strecke. Diverse Piloten nutzten die Safety-Car-Phase zu einem Reifenwechsel. In der Führungsrunde waren allerdings nur noch sieben Piloten, von denen Hamilton, Button und Rosberg frische Reifen hatten. Da einige Piloten überrundet waren, lagen die Piloten in der Führungsrunde nicht direkt hintereinander und so kam es beim Restart zu keinen Verschiebungen an der Spitze des Feldes. Schumacher, der nicht an der Box war, ließ allerdings seinen Teamkollegen, der neue Reifen hatte, passieren um ein gutes Ergebnis für das Team zu ermöglichen.
Während es im vorderen Teil des Feldes keine weiteren Positionswechsel gab, versuchte Massa im hinteren Teil des Feldes Plätze gut zu machen. Dabei verlor er Positionen nach Duellen mit Sébastien Buemi und Barrichello. Da der Ferrari-Pilot jedoch nicht in den Punkterängen lag, änderte sich nichts an seiner Punkteausbeute.
Schließlich gewann Vettel das Rennen vor Webber und Alonso. Für Vettel war es der neunte Sieg in der Formel-1-Weltmeisterschaft. Hamilton wurde vor Button Fünfter. Damit behielt Alonso die Führung in der Fahrerweltmeisterschaft vor Webber und Vettel. Neben den drei Piloten war Hamilton der einzige Pilot, der ebenfalls eine Chance auf den Weltmeistertitel behielt. Die Red-Bull-Piloten verzichteten zum Ende des Rennens wie angekündigt auf einen Positionstausch, der Webber bessere Chancen auf den Titelgewinn gebracht hätte. Für Button stand nach dem Rennen fest, dass er seinen Titel in dieser Saison nicht verteidigen konnte. Die weiteren Punkte gingen an Rosberg, Schumacher, Hülkenberg, Kubica und Kobayashi.
Red Bull-Renault entschied aufgrund des Doppelsieges vorzeitig den Weltmeistertitel der Konstrukteure für sich. Es war der erste Titelgewinn für den Rennstall, der 2005 in die Formel 1 eingestiegen war.

## Meldeliste
| Team                         | Nr. | Fahrer             | Chassis           | Motor                | Reifen |
| ---------------------------- | --- | ------------------ | ----------------- | -------------------- | ------ |
| Vodafone McLaren Mercedes    | 01  | Jenson Button      | McLaren MP4-25    | Mercedes-Benz 2.4 V8 | B      |
| Vodafone McLaren Mercedes    | 02  | Lewis Hamilton     | McLaren MP4-25    | Mercedes-Benz 2.4 V8 | B      |
| Mercedes GP Petronas F1 Team | 03  | Michael Schumacher | Mercedes MGP W01  | Mercedes-Benz 2.4 V8 | B      |
| Mercedes GP Petronas F1 Team | 04  | Nico Rosberg       | Mercedes MGP W01  | Mercedes-Benz 2.4 V8 | B      |
| Red Bull Racing              | 05  | Sebastian Vettel   | Red Bull RB6      | Renault 2.4 V8       | B      |
| Red Bull Racing              | 06  | Mark Webber        | Red Bull RB6      | Renault 2.4 V8       | B      |
| Scuderia Ferrari Marlboro    | 07  | Felipe Massa       | Ferrari F10       | Ferrari 2.4 V8       | B      |
| Scuderia Ferrari Marlboro    | 08  | Fernando Alonso    | Ferrari F10       | Ferrari 2.4 V8       | B      |
| AT&T Williams                | 09  | Rubens Barrichello | Williams FW32     | Cosworth 2.4 V8      | B      |
| AT&T Williams                | 10  | Nico Hülkenberg    | Williams FW32     | Cosworth 2.4 V8      | B      |
| Renault F1 Team              | 11  | Robert Kubica      | Renault R30       | Renault 2.4 V8       | B      |
| Renault F1 Team              | 12  | Witali Petrow      | Renault R30       | Renault 2.4 V8       | B      |
| Force India F1 Team          | 14  | Adrian Sutil       | Force India VJM03 | Mercedes-Benz 2.4 V8 | B      |
| Force India F1 Team          | 15  | Vitantonio Liuzzi  | Force India VJM03 | Mercedes-Benz 2.4 V8 | B      |
| Scuderia Toro Rosso          | 16  | Sébastien Buemi    | Toro Rosso STR5   | Ferrari 2.4 V8       | B      |
| Scuderia Toro Rosso          | 17  | Jaime Alguersuari  | Toro Rosso STR5   | Ferrari 2.4 V8       | B      |
| Lotus Racing                 | 18  | Jarno Trulli       | Lotus T127        | Cosworth 2.4 V8      | B      |
| Lotus Racing                 | 19  | Heikki Kovalainen  | Lotus T127        | Cosworth 2.4 V8      | B      |
| HRT F1 Team                  | 20  | Christian Klien    | HRT F110          | Cosworth 2.4 V8      | B      |
| HRT F1 Team                  | 21  | Bruno Senna        | HRT F110          | Cosworth 2.4 V8      | B      |
| BMW Sauber F1 Team           | 22  | Nick Heidfeld      | Sauber C29        | Ferrari 2.4 V8       | B      |
| BMW Sauber F1 Team           | 23  | Kamui Kobayashi    | Sauber C29        | Ferrari 2.4 V8       | B      |
| Virgin Racing                | 24  | Timo Glock         | Virgin VR-01      | Cosworth 2.4 V8      | B      |
| Virgin Racing                | 25  | Jérôme D’Ambrosio  | Virgin VR-01      | Cosworth 2.4 V8      | B      |
| Virgin Racing                | 25  | Lucas di Grassi    | Virgin VR-01      | Cosworth 2.4 V8      | B      |

Anmerkungen
1. 1 2  D’Ambrosio fuhr den Virgin mit der Nummer 25 im ersten freien Training. Di Grassi übernahm das Fahrzeug anschließend für das restliche Rennwochenende.

## Klassifikationen

### Qualifying
| Pos. | Fahrer             | Konstrukteur         | Q1       | Q2       | Q3       | Start |
| ---- | ------------------ | -------------------- | -------- | -------- | -------- | ----- |
| 01   | Nico Hülkenberg    | Williams-Cosworth    | 1:20,050 | 1:19,144 | 1:14,470 | 01    |
| 02   | Sebastian Vettel   | Red Bull-Renault     | 1:19,160 | 1:18,691 | 1:15,519 | 02    |
| 03   | Mark Webber        | Red Bull-Renault     | 1:19,025 | 1:18,516 | 1:15,637 | 03    |
| 04   | Lewis Hamilton     | McLaren-Mercedes     | 1:19,931 | 1:18,921 | 1:15,747 | 04    |
| 05   | Fernando Alonso    | Ferrari              | 1:18,987 | 1:19,010 | 1:15,989 | 05    |
| 06   | Rubens Barrichello | Williams-Cosworth    | 1:19,799 | 1:18,925 | 1:16,203 | 06    |
| 07   | Robert Kubica      | Renault              | 1:19,249 | 1:18,877 | 1:16,552 | 07    |
| 08   | Michael Schumacher | Mercedes             | 1:19,879 | 1:18,923 | 1:16,925 | 08    |
| 09   | Felipe Massa       | Ferrari              | 1:19,778 | 1:19,200 | 1:17,101 | 09    |
| 10   | Witali Petrow      | Renault              | 1:20,189 | 1:19,153 | 1:17,656 | 10    |
| 11   | Jenson Button      | McLaren-Mercedes     | 1:19,905 | 1:19,288 | –        | 11    |
| 12   | Kamui Kobayashi    | Sauber-Ferrari       | 1:19,741 | 1:19,385 | –        | 12    |
| 13   | Nico Rosberg       | Mercedes             | 1:20,153 | 1:19,486 | –        | 13    |
| 14   | Jaime Alguersuari  | Toro Rosso-Ferrari   | 1:20,158 | 1:19,581 | –        | 14    |
| 15   | Sébastien Buemi    | Toro Rosso-Ferrari   | 1:20,096 | 1:19,847 | –        | 20    |
| 16   | Nick Heidfeld      | Sauber-Ferrari       | 1:20,174 | 1:19,899 | –        | 15    |
| 17   | Vitantonio Liuzzi  | Force India-Mercedes | 1:20,592 | 1:20,357 | –        | 16    |
| 18   | Adrian Sutil       | Force India-Mercedes | 1:20,830 | –        | –        | 22    |
| 19   | Timo Glock         | Virgin-Cosworth      | 1:22,130 | –        | –        | 17    |
| 20   | Jarno Trulli       | Lotus-Cosworth       | 1:22,250 | –        | –        | 18    |
| 21   | Heikki Kovalainen  | Lotus-Cosworth       | 1:22,378 | –        | –        | 19    |
| 22   | Lucas di Grassi    | Virgin-Cosworth      | 1:22,810 | –        | –        | 21    |
| 23   | Christian Klien    | HRT-Cosworth         | 1:23,083 | –        | –        | 23    |
| 24   | Bruno Senna        | HRT-Cosworth         | 1:23,796 | –        | –        | 24    |

Anmerkungen
1. 1 2  Buemi und Sutil wurden wegen einer Kollision beim Großen Preis von Korea um je fünf Plätze nach hinten versetzt.
2. ↑  Senna erhielt aufgrund eines Getriebewechsels eine Startplatzstrafe von fünf Plätzen.

### Rennen
| Pos. | Fahrer             | Konstrukteur         | Runden | Stopps | Zeit        | Start | Schnellste Runde |
| ---- | ------------------ | -------------------- | ------ | ------ | ----------- | ----- | ---------------- |
| 01   | Sebastian Vettel   | Red Bull-Renault     | 71     | 1      | 1:33:11,803 | 02    | 1:14,283 (70.)   |
| 02   | Mark Webber        | Red Bull-Renault     | 71     | 1      | + 4,243     | 03    | 1:14,047 (69.)   |
| 03   | Fernando Alonso    | Ferrari              | 71     | 1      | + 6,807     | 05    | 1:13,855 (67.)   |
| 04   | Lewis Hamilton     | McLaren-Mercedes     | 71     | 2      | + 14,634    | 04    | 1:13,851 (66.)   |
| 05   | Jenson Button      | McLaren-Mercedes     | 71     | 2      | + 15,593    | 11    | 1:13,932 (71.)   |
| 06   | Nico Rosberg       | Mercedes             | 71     | 3      | + 35,320    | 13    | 1:14,184 (65.)   |
| 07   | Michael Schumacher | Mercedes             | 71     | 1      | + 43,456    | 08    | 1:15,219 (71.)   |
| 08   | Nico Hülkenberg    | Williams-Cosworth    | 70     | 1      | + 1 Runde   | 01    | 1:14,985 (70.)   |
| 09   | Robert Kubica      | Renault              | 70     | 1      | + 1 Runde   | 07    | 1:15,161 (61.)   |
| 10   | Kamui Kobayashi    | Sauber-Ferrari       | 70     | 1      | + 1 Runde   | 12    | 1:14,748 (65.)   |
| 11   | Jaime Alguersuari  | Toro Rosso-Ferrari   | 70     | 1      | + 1 Runde   | 14    | 1:15,695 (68.)   |
| 12   | Adrian Sutil       | Force India-Mercedes | 70     | 1      | + 1 Runde   | 22    | 1:14,997 (64.)   |
| 13   | Sébastien Buemi    | Toro Rosso-Ferrari   | 70     | 1      | + 1 Runde   | 19    | 1:15,935 (69.)   |
| 14   | Rubens Barrichello | Williams-Cosworth    | 70     | 3      | + 1 Runde   | 06    | 1:15,227 (69.)   |
| 15   | Felipe Massa       | Ferrari              | 70     | 3      | + 1 Runde   | 09    | 1:15,330 (69.)   |
| 16   | Witali Petrow      | Renault              | 70     | 2      | + 1 Runde   | 10    | 1:15,485 (70.)   |
| 17   | Nick Heidfeld      | Sauber-Ferrari       | 70     | 3      | + 1 Runde   | 15    | 1:15,068 (68.)   |
| 18   | Heikki Kovalainen  | Lotus-Cosworth       | 69     | 1      | + 2 Runden  | 20    | 1:17,161 (69.)   |
| 19   | Jarno Trulli       | Lotus-Cosworth       | 69     | 1      | + 2 Runden  | 18    | 1:17,316 (69.)   |
| 20   | Timo Glock         | Virgin-Cosworth      | 69     | 1      | + 2 Runden  | 17    | 1:17,695 (66.)   |
| 21   | Bruno Senna        | HRT-Cosworth         | 69     | 1      | + 2 Runden  | 24    | 1:17,731 (66.)   |
| 22   | Christian Klien    | HRT-Cosworth         | 65     | 2      | + 6 Runden  | 23    | 1:17,690 (63.)   |
| –    | Lucas di Grassi    | Virgin-Cosworth      | 62     | 3      | + 9 Runden  | 21    | 1:16,767 (60.)   |
| –    | Vitantonio Liuzzi  | Force India-Mercedes | 49     | 1      | DNF         | 16    | 1:16,940 (37.)   |

## WM-Stände nach dem Rennen
Die ersten zehn des Rennens bekamen 25, 18, 15, 12, 10, 8, 6, 4, 2 bzw. 1 Punkt(e).

### Fahrerwertung
| Pos. | Fahrer             | Konstrukteur         | Punkte |
| ---- | ------------------ | -------------------- | ------ |
| 01   | Fernando Alonso    | Ferrari              | 246    |
| 02   | Mark Webber        | Red Bull-Renault     | 238    |
| 03   | Sebastian Vettel   | Red Bull-Renault     | 231    |
| 04   | Lewis Hamilton     | McLaren-Mercedes     | 222    |
| 05   | Jenson Button      | McLaren-Mercedes     | 199    |
| 06   | Felipe Massa       | Ferrari              | 143    |
| 07   | Nico Rosberg       | Mercedes             | 130    |
| 08   | Robert Kubica      | Renault              | 126    |
| 09   | Michael Schumacher | Mercedes             | 72     |
| 10   | Rubens Barrichello | Williams-Cosworth    | 47     |
| 11   | Adrian Sutil       | Force India-Mercedes | 47     |
| 12   | Kamui Kobayashi    | Sauber-Ferrari       | 32     |
| 13   | Nico Hülkenberg    | Williams-Cosworth    | 22     |
| 14   | Vitantonio Liuzzi  | Force India-Mercedes | 21     |

| Pos. | Fahrer            | Konstrukteur       | Punkte |
| ---- | ----------------- | ------------------ | ------ |
| 15   | Witali Petrow     | Renault            | 19     |
| 16   | Sébastien Buemi   | Toro Rosso-Ferrari | 8      |
| 17   | Pedro de la Rosa  | Sauber-Ferrari     | 6      |
| 18   | Nick Heidfeld     | Sauber-Ferrari     | 6      |
| 19   | Jaime Alguersuari | Toro Rosso-Ferrari | 3      |
| 20   | Heikki Kovalainen | Lotus-Cosworth     | 0      |
| 21   | Jarno Trulli      | Lotus-Cosworth     | 0      |
| 22   | Karun Chandhok    | HRT-Cosworth       | 0      |
| 23   | Bruno Senna       | HRT-Cosworth       | 0      |
| 24   | Lucas di Grassi   | Virgin-Cosworth    | 0      |
| 25   | Timo Glock        | Virgin-Cosworth    | 0      |
| 26   | Sakon Yamamoto    | HRT-Cosworth       | 0      |
| 27   | Christian Klien   | HRT-Cosworth       | 0      |

### Konstrukteurswertung
| Pos. | Konstrukteur      | Punkte |
| ---- | ----------------- | ------ |
| 01   | Red Bull-Renault  | 469    |
| 02   | McLaren-Mercedes  | 421    |
| 03   | Ferrari           | 389    |
| 04   | Mercedes          | 202    |
| 05   | Renault           | 145    |
| 06   | Williams-Cosworth | 69     |

| Pos. | Konstrukteur         | Punkte |
| ---- | -------------------- | ------ |
| 07   | Force India-Mercedes | 68     |
| 08   | Sauber-Ferrari       | 44     |
| 09   | Toro Rosso-Ferrari   | 11     |
| 10   | Lotus-Cosworth       | 0      |
| 11   | HRT-Cosworth         | 0      |
| 12   | Virgin-Cosworth      | 0      |